# Samiullah Khan
Samiullah Khan, född den 6 september 1951 i Bahawalpur, Pakistan, är en pakistansk landhockeyspelare.
Han tog OS-brons i herrarnas landhockeyturnering i samband med de olympiska sommarspelen 1976 i Montréal.